# Olympische Jugend-Winterspiele 2012
| Medaillenspiegel (nach 63 von 63 Entscheidungen) | Medaillenspiegel (nach 63 von 63 Entscheidungen) | Medaillenspiegel (nach 63 von 63 Entscheidungen) | Medaillenspiegel (nach 63 von 63 Entscheidungen) | Medaillenspiegel (nach 63 von 63 Entscheidungen) | Medaillenspiegel (nach 63 von 63 Entscheidungen) |
| Platz                                            | Land                                             | Gold                                             | Silber                                           | Bronze                                           | Gesamt                                           |
| ------------------------------------------------ | ------------------------------------------------ | ------------------------------------------------ | ------------------------------------------------ | ------------------------------------------------ | ------------------------------------------------ |
| 01                                               | Deutschland                                      | 8                                                | 7                                                | 2                                                | 17                                               |
| 02                                               | China                                            | 7                                                | 4                                                | 4                                                | 15                                               |
| 03                                               | Österreich                                       | 6                                                | 4                                                | 3                                                | 13                                               |
| 04                                               | Südkorea                                         | 6                                                | 3                                                | 2                                                | 11                                               |
| 05                                               | Russland                                         | 5                                                | 4                                                | 7                                                | 16                                               |
| 06                                               | Niederlande                                      | 4                                                | 1                                                | 2                                                | 7                                                |
| —                                                | Gemischte Mannschaft                             | 3                                                | 3                                                | 3                                                | 9                                                |
| 07                                               | Schweiz                                          | 3                                                | —                                                | 5                                                | 8                                                |
| 08                                               | Japan                                            | 2                                                | 5                                                | 9                                                | 16                                               |
| 09                                               | Norwegen                                         | 2                                                | 5                                                | 2                                                | 9                                                |
| 10                                               | Vereinigte Staaten                               | 2                                                | 3                                                | 3                                                | 8                                                |
| Vollständiger Medaillenspiegel                   |                                                  |                                                  |                                                  |                                                  |                                                  |

Die I. Olympischen Jugend-Winterspiele fanden vom 13. bis 22. Januar 2012 in Innsbruck, Seefeld und Kühtai statt. In 63 Medaillenbewerben ging es für 1021 Teilnehmer im Alter von 15 bis 18 Jahren aus 70 Nationen um Gold, Silber und Bronze. Begleitet wurden die Spiele von einem Kultur- und Bildungsprogramm (CEP). Bereits im Sommer 2010 gab es erstmals Olympische Jugendspiele, bei denen Singapur Austragungsort war. Eröffnet wurden die Olympischen Jugendspiele in Innsbruck von Bundespräsident Heinz Fischer.

## Bewerbung
Nach dem Beschluss der Mitglieder des Internationalen Olympischen Komitees am 5. Juli 2007 im Rahmen ihrer 119. Session zur Einführung einer Jugendversion der Olympischen Spiele kandidierten zunächst vier Städte für die Ausrichtung der Veranstaltung. Die Bewerberliste wurde später auf zwei Kandidaturen gekürzt. Am 12. Februar 2008 setzte sich Innsbruck mit der größten Zustimmung in der Geschichte des Internationalen Olympischen Komitees (84:15 Stimmen) gegen die Bewerbung der finnischen Stadt Kuopio durch. Innsbruck war zuvor zweimal Ausrichter Olympischer Winterspiele (1964 und 1976) sowie 1984 und 1988 Austragungsort der Paralympischen Winterspiele.

## Infrastruktur und Organisation

### Austragungsorte

#### Innsbruck/Igls
- Olympiaworld Innsbruck: Die Eishallen waren Kulisse für Eishockey, Eiskunstlauf und Short Track. Das Olympic Speed Skating Oval avancierte zur Open-Air-Bühne für Eisschnelllauf. In der Olympiaworld befand sich auch das Main Media Centre für Journalisten aus aller Welt.
- Olympia Eiskanal Igls: Der Igler Eiskanal ist jährlich Schauplatz internationaler Wettkämpfe und erfüllte alle Bedingungen für die Rodel-, Bob- und Skeleton-Bewerbe.
- Patscherkofel: Adaptierungen am Innsbrucker Olympiaberg ermöglichten einen einheitlichen Zieleinlauf für alle Ski-Alpin-Bewerbe.
- Messe Innsbruck: In der Messe waren die Curling-Wettkämpfe angesiedelt. Mit dem Main Operations Centre und der Anlauf- und Verpflegungsstelle für 1200 freiwillige Helfer fungierte die Messe als Dreh- und Angelpunkt.
- Bergiselschanze: Als erste Sportstätte weltweit empfing das Bergisel-Stadion zum dritten Mal die olympische Gemeinde für eine olympische Eröffnungsfeier.
- Medals Plaza: Tägliche Siegerehrungen, Konzerte und der finale Höhepunkt der Jugendspiele – die Abschlussfeier – fanden in der Maria-Theresien-Straße statt.
- Olympisches Jugenddorf (Olympisches Dorf 3): 13 neu errichtete Wohngebäude in umweltfreundlicher Passivhauskonstruktion mit einer Kapazität von mehr als 1500 Betten standen den Athleten während der Olympischen Jugend-Winterspiele zur Verfügung. Danach konnten die 444 Appartements in der Reichenau von Tiroler Einwohnern bezogen werden.
- Congress Innsbruck: Das Kongresszentrum war Veranstaltungsstätte des Kultur- und Bildungsprogramms.
- Nordkette: Die Nordkette war Schauplatz für die Outdoor-Aktivitäten des Kultur- und Bildungsprogramms.

#### Seefeld und Kühtai
- Seefeld: Eine 266 Kilometer lange Langlaufstrecke, zwei neu errichtete Skisprungschanzen und eine moderne Biathlonanlage machten das Nordische Kompetenzzentrum Seefeld zum Standort für die nordischen Bewerbe im Rahmen von Innsbruck 2012.
- Kühtai: Auf den neu errichteten Halfpipe, Slopestyle- und Skicross-Strecken wurde die Wettkampfstätte Kühtai zum Austragungsort für die Snowboard- und Freestyle-Bewerbe.[3]

### Maskottchen
Das offizielle Maskottchen der 1. Olympischen Jugend-Winterspiele in Innsbruck war der Gamsbock „Yoggl“. Sein Name ergibt sich aus dem Akronym der Bezeichnung „Youth Olympic Games“ ('YOG') und dem typisch tirolerischen Spitznamen „Joggl“ für „Jakob“. Laut Beschreibung auf der offiziellen Website lebt Yoggl in den Bergen rund um die Veranstaltungsorte Innsbruck, Seefeld und Kühtai. Als Naturbursche achtet er auf Nachhaltigkeit und respektiert die Umwelt, in der er lebt. Diese Werte wollten die Olympischen Jugend-Winterspiele, etwa mit ihren „Sustainability“-Exkursionen (Kultur- und Bildungsprogramm) oder durch die energiesparend gebauten Passivhäuser des olympischen Jugenddorfs, vertreten.
Zur Kreation der Figur des Maskottchens wurde im November 2010 ein internationaler Bewerb ausgeschrieben, der speziell auf Jugendliche und junge Erwachsene unter 25 Jahren abzielte. Nachdem das Organisationskomitee der Olympischen Jugend-Winterspiele drei Favoriten ausgewählt hatte, konnte die Öffentlichkeit per Onlinevoting den Sieger küren. Auf diesem Weg wurden ein junges argentinisches Designerpaar und somit der Gamsbock zum Gewinner.

## Spiele

### Sportarten (traditionell)
Folgende olympische Sportarten wurden bei den 1. Olympischen Jugend-Winterspielen bestritten:
- Biathlon
- Bob (Bobsport, Skeleton)
- Curling
- Eishockey
- Rodeln
- Eislauf (Eiskunstlauf, Shorttrack, Eisschnelllauf)
- Ski (Ski Alpin, Langlauf, Freestyle, Snowboard, Nordische Kombination, Skispringen)[6]

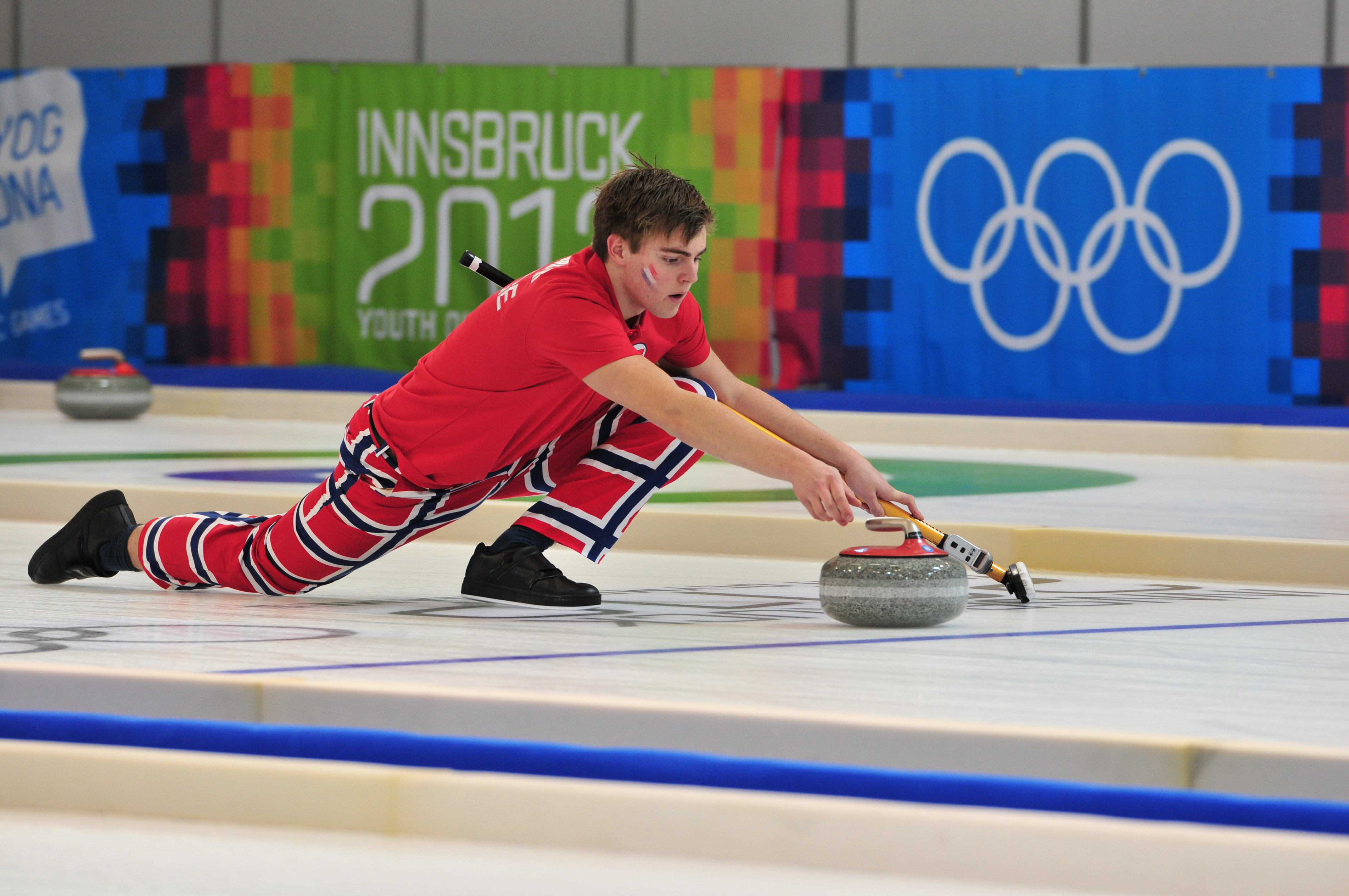
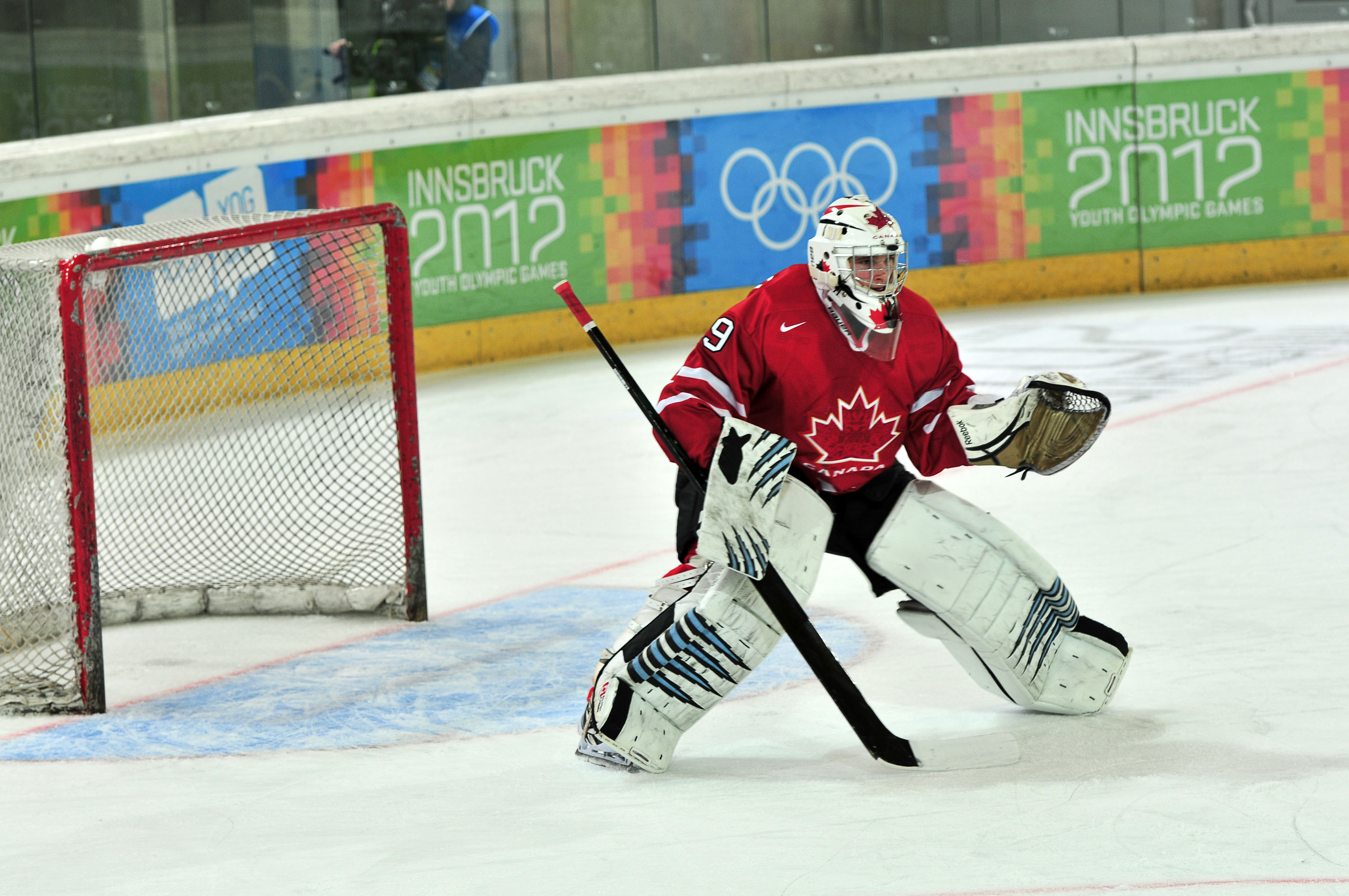
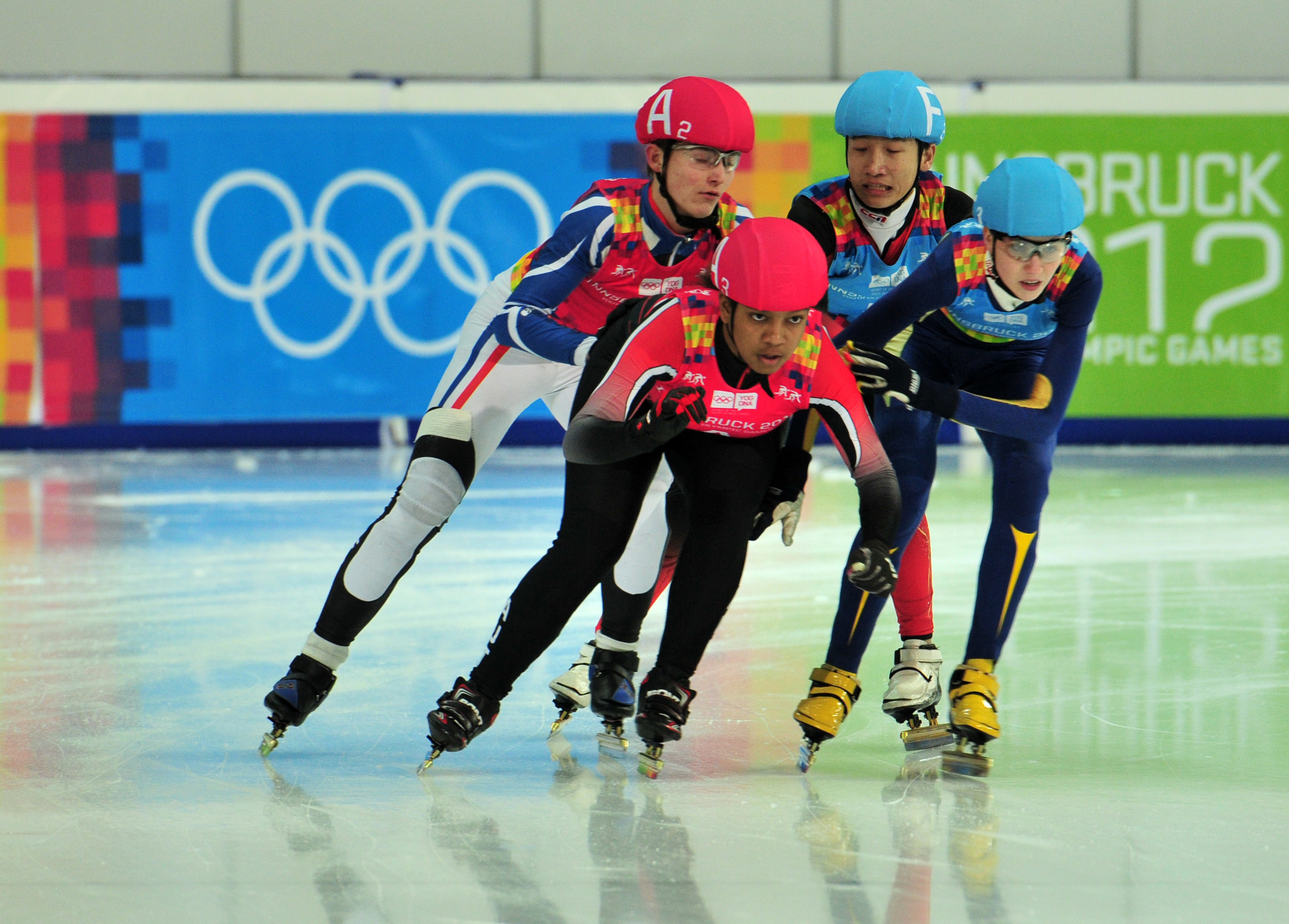
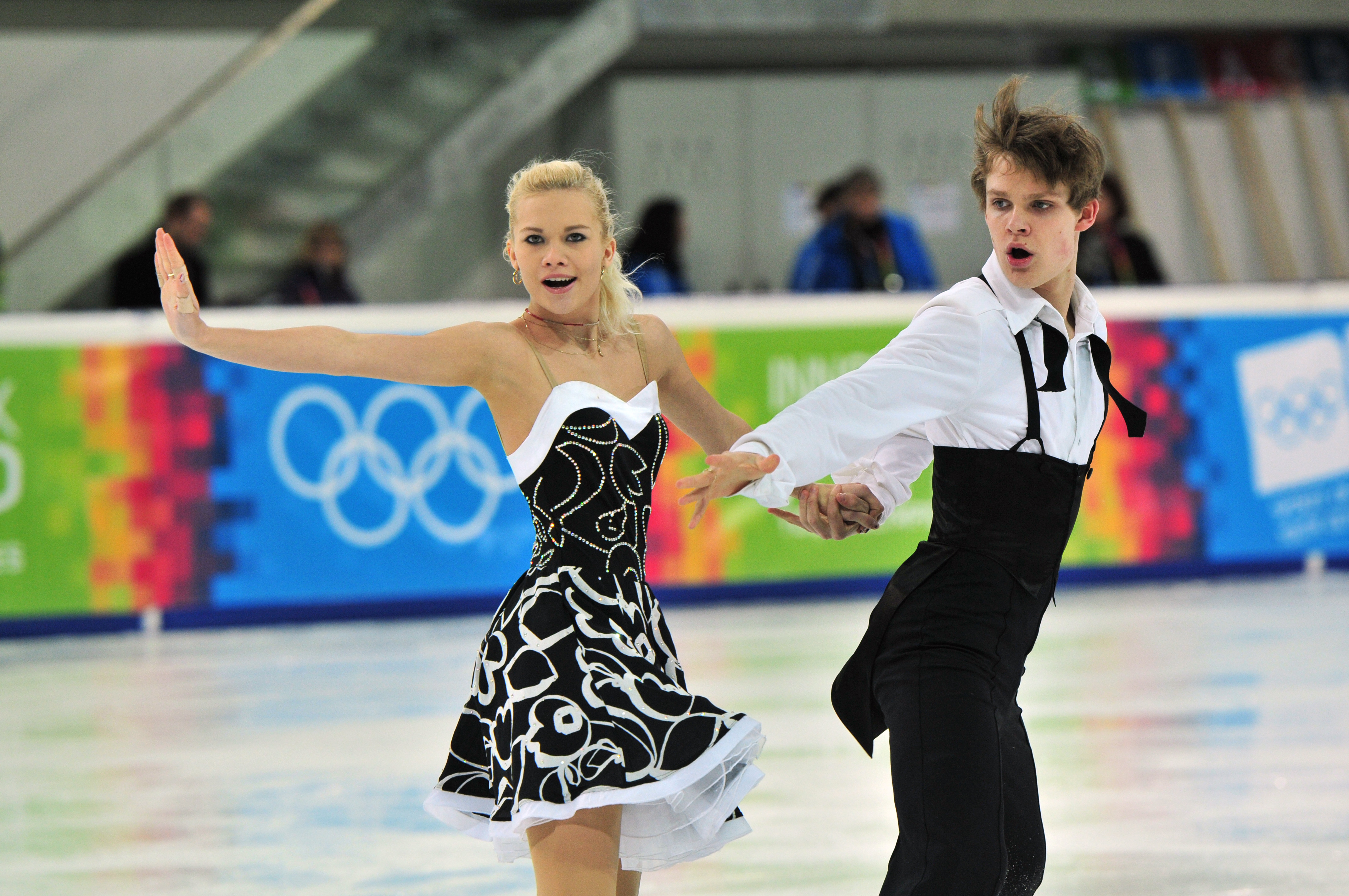

### Innovative Sportbewerbe
Zusätzlich zu diesen traditionellen Bewerben in den olympischen Wintersportdisziplinen gab es bei den Olympischen Jugend-Winterspielen 2012 auch völlig neue Wettkampfformate. Disziplinen- und geschlechterübergreifende Bewerbe sowie gemischte Teambewerbe, bei denen Athleten aus verschiedenen Nationen eine Mannschaft bildeten, sollten Teamgeist und gegenseitiges Verständnis der jungen Menschen fördern. Hier ein Überblick über die innovativen Bewerbe von Innsbruck 2012, die sich in Format und/oder Disziplin von den bisherigen unterschieden:
| Disziplin                   | Bewerb |
| --------------------------- | --- |
| Curling                     | gemischter Teambewerb / Doppelbewerb zweier Athleten aus unterschiedlichen Nationalen Olympischen Komitees |
| Eishockey                   | Skills Challenge Frauen & Männer                                                                           |
| Eiskunstlauf                | gemischter Teambewerb                                                                                      |
| Freestyle                   | Halfpipe Frauen & Männer                                                                                   |
| Langlauf / Biathlon         | gemischte Teamstaffel, gemischter Bewerb                                                                   |
| Shorttrack / Eisschnelllauf | gemischte Staffel mit Athleten aus unterschiedlichen Nationalen Olympischen Komitees                       |
| Ski Alpin                   | gemischter Parallel-Teambewerb                                                                             |
| Skispringen                 | Einzelbewerb Frauen, Teambewerb (1 Frau / 1 Junge / 1 Junge Nordische Kombination)                         |
| Snowboard                   | Slopestyle Frauen & Männer                                                                                 |

### Kultur und Bildung
Neben den sportlichen Wettkämpfen standen im Rahmen der Spiele auch Kultur und Bildung mit den Schwerpunkten „Media Lab“, „World Mile“, „Sustainability“, „Arts“, „Competence“ und „Olympic Youth Festival 2012“ am Programm.

## Teilnehmer
| Afrika (3) | Afrika (3) | Afrika (3) |
| --- | --- | --- |
| - Eritrea (1) | - Marokko (1) | - Südafrika (1) |
| Amerika (124) | | |
| - Argentinien (5) - Brasilien (2) - Cayman Islands (1) | - Chile (5) - Kanada (52) - Mexiko (1) | - Peru (1) - Vereinigte Staaten (57) |
| Asien (139) | | |
| - China (23) - Chinesisch Taipeh (4) - Indien (1) - Iran (3) - Japan (33) | - Kasachstan (38) - Kirgisistan (1) - Libanon (2) - Mongolei (2) - Nepal (1) | - Philippinen (2) - Südkorea (28) - Usbekistan (1) |
| Europa (730) | | |
| - Andorra (4) - Armenien (3) - Belarus (16) - Belgien (7) - Bosnien und Herzegowina (4) - Bulgarien (11) - Dänemark (5) - Deutschland (57) - Estland (17) - Finnland (42) - Frankreich (29) - Georgien (2) - Griechenland (3) - Großbritannien (24) - Irland (1) | - Island (3) - Italien (41) - Kroatien (9) - Lettland (16) - Liechtenstein (2) - Litauen (6) - Luxemburg (1) - Mazedonien (2) - Moldau (1) - Monaco (3) - Montenegro (1) - Niederlande (18) - Norwegen (28) - Österreich (81) - Polen (19) | - Rumänien (22) - Russland (67) - San Marino (1) - Schweden (35) - Schweiz (26) - Serbien (2) - Slowakei (30) - Slowenien (21) - Spanien (9) - Tschechien (24) - Türkei (4) - Ukraine (23) - Ungarn (9) - Zypern (1) |
| Ozeanien (28) | | |
| - Australien (13) | - Neuseeland (15) | |
| (In Klammern: Zahl der teilnehmenden Athleten) | | |

## Kalender und Ergebnisse
Die Links führen zu Seiten mit den detaillierten Ergebnissen.
Legende zum nachfolgend dargestellten Wettkampfprogramm:
|  | Eröffnungs- und Abschlusszeremonie |  | Show-Veranstaltung |  | Qualifikationswettkämpfe | x | Finalentscheidungen |

| Eröffnungsfeier |                  |                       |     |     |     |     |     |     |     |     |     |     |        |
| Biathlon        | Biathlon         | Biathlon              |     |     | 2   | 2   |     |     | 1   |     |     |     | 5      |
| Bobsport        | Bob              | Bob                   |     |     |     |     |     |     |     |     |     | 2   | 2      |
| Bobsport        | Skeleton         | Skeleton              |     |     |     |     |     |     |     |     | 2   |     | 2      |
| Curling         | Curling          | Curling               |     |     |     |     |     | 1   |     |     |     | 1   | 2      |
| Eishockey       | Eishockey        | Eishockey             |     |     |     |     |     |     | 2   |     |     | 2   | 4      |
| Eislauf         | Eiskunstlauf     | Eiskunstlauf          |     |     |     | 2   | 2   |     |     |     | 1   |     | 5      |
| Eislauf         | Eisschnelllauf   | Eisschnelllauf        |     | 2   |     | 2   |     | 2   |     | 2   |     |     | 8      |
| Eislauf         | Shorttrack       | Shorttrack            |     |     |     |     |     | 2   | 2   |     | 1   |     | 5      |
| Rennrodeln      | Rennrodeln       | Rennrodeln            |     |     | 1   | 2   | 1   |     |     |     |     |     | 4      |
| Skisport        | Freestyle-Skiing | Freestyle-Skiing      |     |     | 2   |     |     |     |     | 2   |     |     | 4      |
| Skisport        | Ski Alpin        | Ski Alpin             |     | 2   | 2   |     | 1   | 1   | 1   | 1   | 1   |     | 9      |
| Skisport        | Ski Nordisch     | Nordische Kombination |     |     | 1   |     |     |     |     |     |     |     | 1      |
| Skisport        | Ski Nordisch     | Skilanglauf           |     |     |     |     | 2   |     | 2   |     | 1   |     | 5      |
| Skisport        | Ski Nordisch     | Skispringen           |     | 2   |     |     |     |     |     | 1   |     |     | 3      |
| Skisport        | Snowboard        | Snowboard             |     |     | 2   |     |     |     |     | 2   |     |     | 4      |
| Schlussfeier    |                  |                       |     |     |     |     |     |     |     |     |     |     |        |
| Entscheidungen  | Entscheidungen   | Entscheidungen        |     | 6   | 10  | 8   | 6   | 6   | 8   | 8   | 6   | 5   | 63     |
| Januar          | Januar           | Januar                | 13. | 14. | 15. | 16. | 17. | 18. | 19. | 20. | 21. | 22. |        |
|                 |                  |                       | Fr  | Sa  | So  | Mo  | Di  | Mi  | Do  | Fr  | Sa  | So  | Gesamt |

## Fackellauf

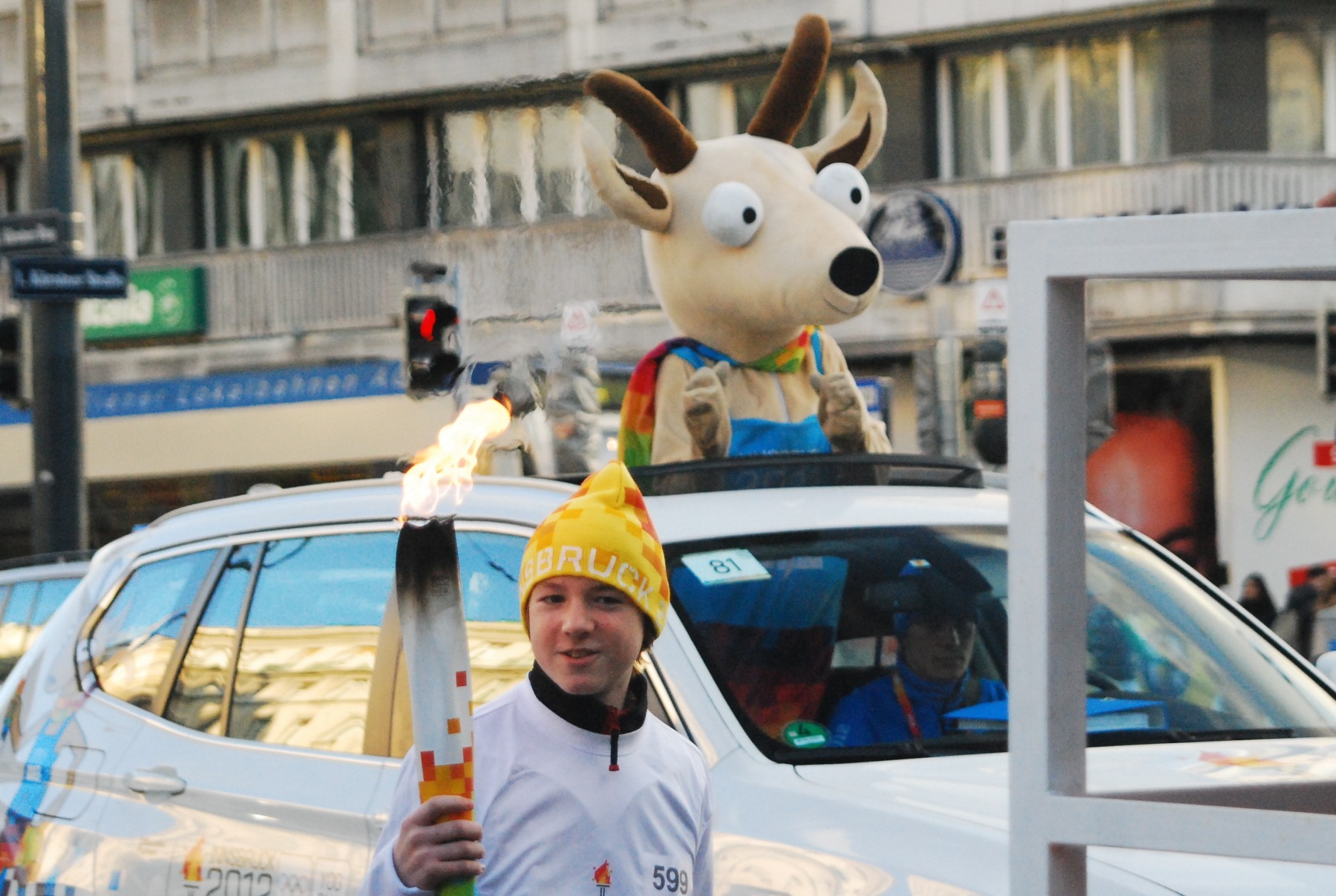
Olympisches Feuer auf der Ringstraße in Wien

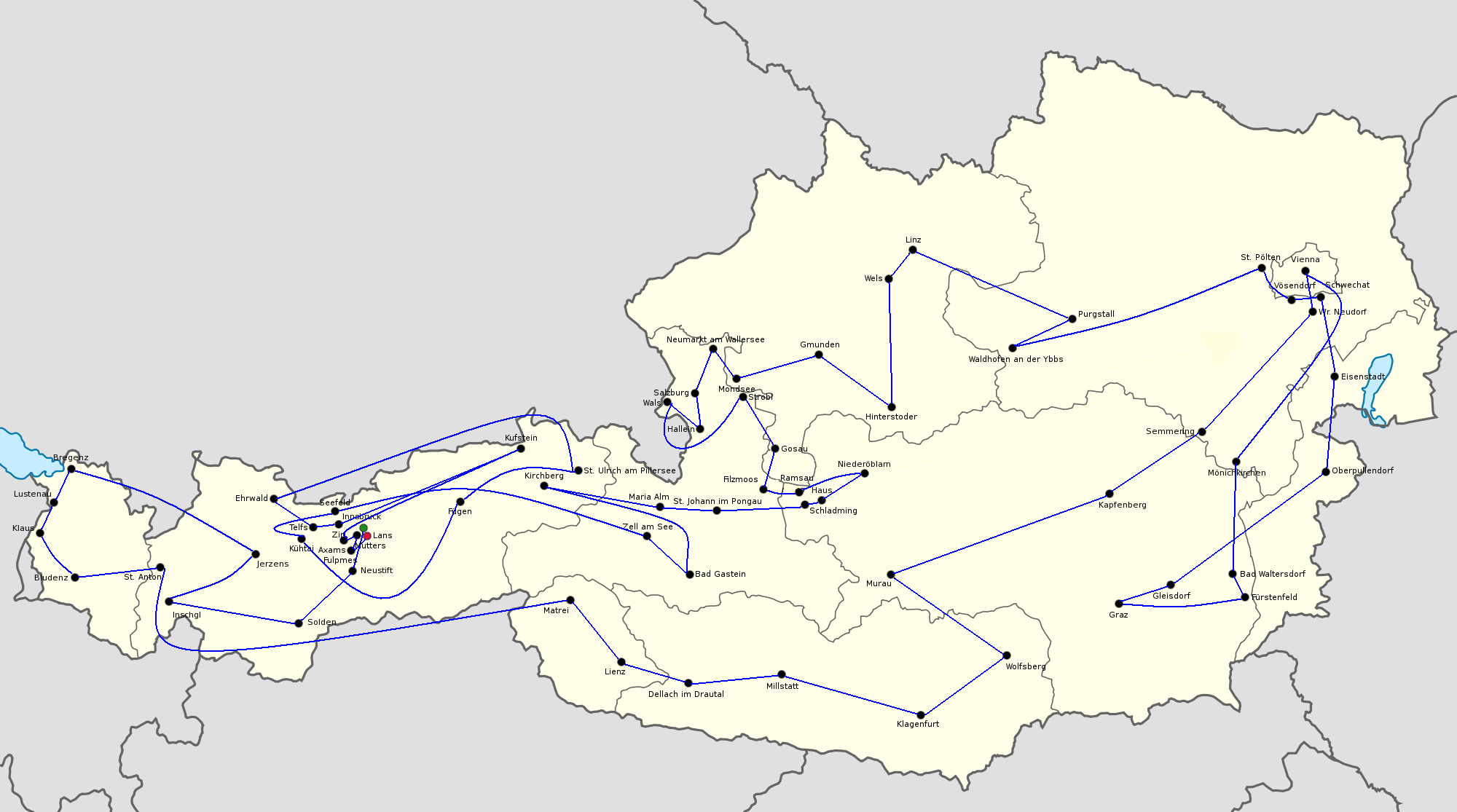
Verlauf des Fackellaufes

Die olympische Jugend-Fackel wurde am 17. Dezember 2011 im Panathinaiko-Stadion in Athen entzündet und anschließend weiter nach Innsbruck transportiert. Der österreichweite Fackellauf startete am 27. Dezember 2011 in der Tiroler Landeshauptstadt und endete am 13. Jänner 2012, als mit dem Entfachen des Jugend-Olympischen Feuers am Bergisel die 1. Jugend-Winterspiele feierlich eröffnet wurden. Dazwischen machte er in über 60 Orten in ganz Österreich Halt. Insgesamt wurden 2012 nationale sowie internationale Fackelläufer ausgewählt, um das Jugend-Olympische Feuer während des Fackellaufs zu tragen.

### Route
In folgenden Städten und Orten österreichweit machte der Jugend-Olympische Fackellauf Station:
| Datum      | Etappen                                                                  | Tagesziele              |
| ---------- | ------------------------------------------------------------------------ | ----------------------- |
| 27.12.2011 | Innsbruck, Neustift im Stubaital, Sölden, Ischgl                         | Jerzens                 |
| 28.12.2011 | Jerzens/Pitztal, Bregenz, Lustenau, Klaus, Bludenz                       | St. Anton am Arlberg    |
| 29.12.2011 | St. Anton am Arlberg, Matrei in Osttirol, Lienz, Dellach im Drautal      | Millstatt               |
| 30.12.2011 | Millstatt, Klagenfurt, Wolfsberg, Murau                                  | Kapfenberg              |
| 31.12.2011 | Kapfenberg, Semmering, Wiener Neudorf                                    | Wien                    |
| 01.01.2012 | Wien                                                                     | Mönichkirchen           |
| 02.01.2012 | Mönichkirchen, Bad Waltersdorf, Fürstenfeld                              | Graz                    |
| 03.01.2012 | Graz, Gleisdorf, Oberpullendorf                                          | Eisenstadt              |
| 04.01.2012 | Eisenstadt, Schwechat, Vösendorf, St. Pölten                             | Waidhofen an der Ybbs   |
| 05.01.2012 | Waidhofen/Ybbs, Purgstall an der Erlauf, Linz, Wels                      | Hinterstoder            |
| 06.01.2012 | Hinterstoder, Gmunden, Mondsee, Neumarkt am Wallersee, Salzburg, Hallein | Wals-Siezenheim         |
| 07.01.2012 | Wals, Strobl, Gosau, Filzmoos                                            | Ramsau am Dachstein     |
| 08.01.2012 | Ramsau, Niederöblarn, Haus                                               | Schladming              |
| 09.01.2012 | Schladming, St. Johann im Pongau, Maria Alm am Steinernen Meer           | Kirchberg in Tirol      |
| 10.01.2012 | Kirchberg, Bad Gastein, Zell am See                                      | Seefeld in Tirol        |
| 11.01.2012 | Seefeld, Kühtai, Fügen                                                   | St. Ulrich am Pillersee |
| 12.01.2012 | St. Ulrich am Pillersee, Ehrwald, Telfs, Zirl                            | Kufstein                |
| 13.01.2012 | Kufstein, Axams, Mutters, Fulpmes, Lans                                  | Innsbruck               |

## Bilanz und Kritik
IOC-Präsident Jacques Rogge sagte an einer Pressekonferenz in Innsbruck, dass den Olympischen Jugendspielen eine „glänzende“ Zukunft bevorstünde. „Ich kann sagen, dass die Spiele exzellent waren. Das Organisationskomitee hat tolle Arbeit geleistet, die Athletinnen und Athleten waren glücklich und wir haben hervorragende sportliche Leistungen gesehen“, meinte Rogge.
Die Organisatoren gaben bekannt, dass mehr als 110.000 Zuschauer sowie 900 Medienvertreter die Bewerbe mitverfolgt und mehr als 66 Prozent der Athleten regelmäßig am Kultur- und Bildungsprogramm teilgenommen hätten, bei dem den jungen Sportlern besonders das Dopingproblem und dessen Gefahren vor Augen geführt wurde.